# Apalacris incompleta
Apalacris incompleta är en insektsart som beskrevs av Willemse, C. 1936. Apalacris incompleta ingår i släktet Apalacris och familjen gräshoppor. Inga underarter finns listade i Catalogue of Life.